# Adolphe Hirsch

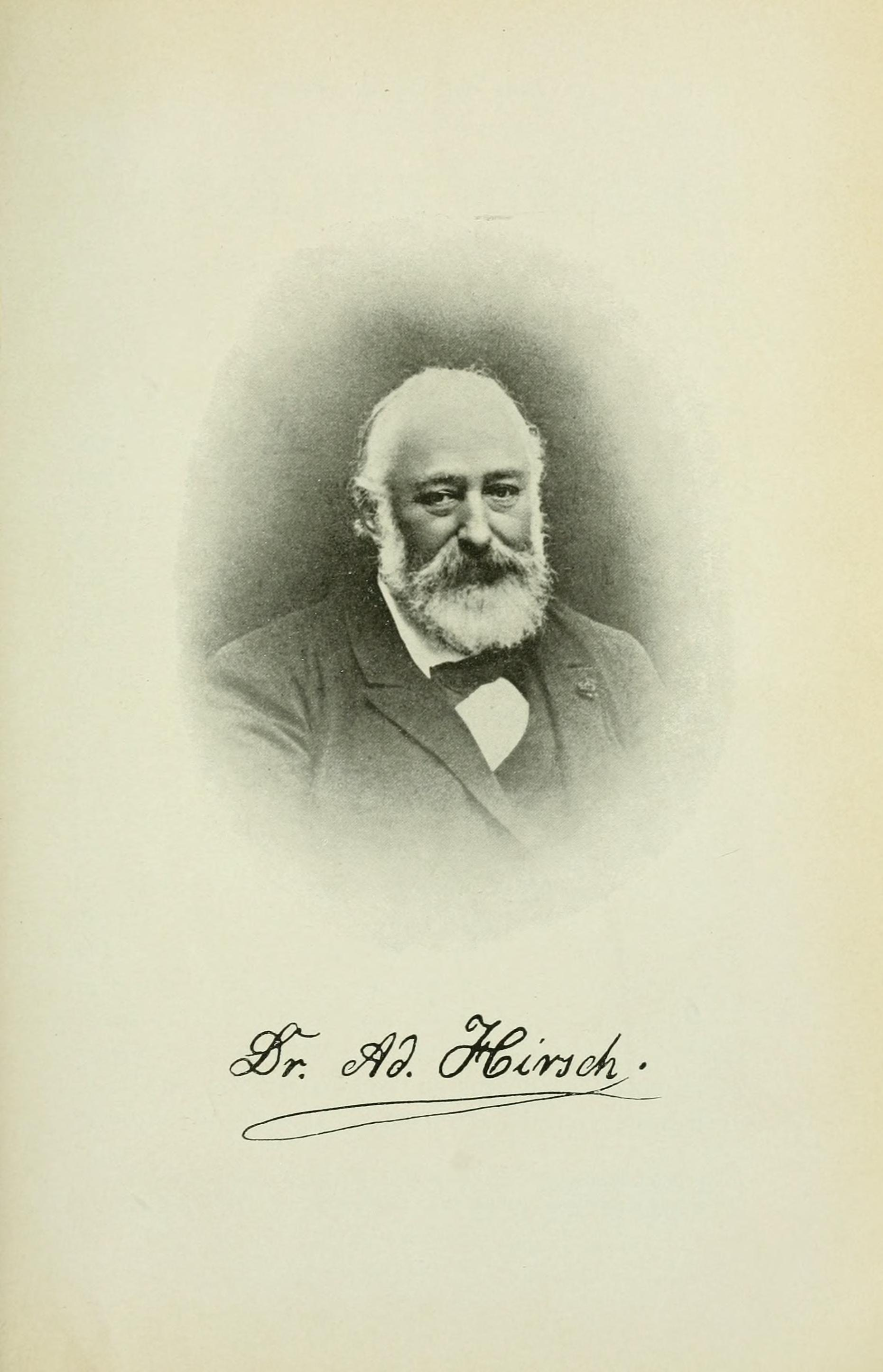

Adolphe Hirsch (* 21. Mai 1830 in Halberstadt; † 16. April 1901 in Neuenburg) war ein Schweizer Astronom und Geodät.

## Leben
Sein Schwager war der Rabbiner Ludwig Philippson, ein Verfechter humanitärer und liberaler Ideen. Sein Cousin der deutsche Publizist, Gewerkschafter und Politiker Max Hirsch.
Hirsch studierte Astronomie an den Universitäten Heidelberg, Berlin und Wien. Im Frühjahr 1848 (Märzrevolution), engagierte sich Hirsch als Präsident des «Demokratischen Studentenvereins» in Heidelberg für die radikalen Gedanken der Einführung der Republik im Grossherzogtum Baden. Der Verein wurde darauf verboten. Nun reagierte unter dem Vorsitz von Alexander Spengler die gesamte Studentenschaft. Es kam in Folge der Auseinandersetzung zwischen den Studenten, der Universität Heidelberg und der Grossherzoglichen Regierung zu einem Auszug von ⅔ der Heidelberger Studenten nach Neustadt an der Weinstraße unter der Anführerschaft von Adolph Hirsch (damals schrieb er sich noch Adolph). Nach weiteren Auseinandersetzungen von Hirsch und seinen Kommilitonen mit der Universität verliess er im Herbst 1848 Heidelberg und setze seine Studien in Berlin weiter fort.
Ab 1853 war er in Zürich, ab 1855 an den Observatorien in Wien und Paris tätig. Von 1858 bis zu seinem Tod war Hirsch Gründungsdirektor der Sternwarte Neuenburg. Es gelang ihm, die von der Uhrenindustrie geforderte genaue Zeitbestimmung zu gewährleisten.
Als Sekretär und späterer Präsident der Geodätischen Kommission beteiligte er sich an den Basismessungen für die Landestriangulation und am Präzisionsnivellement der Schweiz. Von 1866 bis 1901 wirkte er als Professor für Geophysik und Astronomie an der Akademie Neuenburg. Als Sekretär der Internationalen Assoziation für Geodäsie (1886–1900) und des Bureau International des Poids et Mesures förderte er tatkräftig die internationale Zusammenarbeit.
Sein Vermögen vermachte er der Sternwarte Neuenburg, die unter Hirschs Leitung zu einer international anerkannten Institution geworden war.